# Cactos
Cactos es un género de foraminífero bentónico de la superfamilia Komokioidea y del orden Komokiida. Su especie tipo es Cactos mollis. Su rango cronoestratigráfico abarcaba el Holoceno.

## Discusión
Clasificaciones tradicionales hubiesen incluido Cactos en el orden Textulariida o en el orden Astrorhizida. Clasificaciones más modernas incluirían Cactos en el suborden Astrorhizina del orden Astrorhizida.

## Clasificación
Cactos incluye a la siguiente especie:
- Cactos mollis